# Juan Bautista Aguirre
Juan Bautista Aguirre y Carbo (Daule, actual Ecuador, 11 de abril de 1725 - Tívoli, actual Italia, 15 de junio de 1786) fue un notable filósofo, poeta y científico de la América colonial. Se lo considera uno de los precursores de la poesía hispanoamericana y ecuatoriana y un renovador de la escolástica de la Real Audiencia de Quito. 

## Biografía

### Orígenes y primeros años
Fue hijo del capitán de milicias Carlos Aguirre Ponce de Solís y de Teresa Carbo Cerezo, ambos guayaquileños que formaban una familia ilustre de esa ciudad. Estudió en el Colegio Seminario de San Luis de Quito, en donde residió treinta años, casi la mitad de su vida. Sería durante esta época que desarrollaría sus principales escritos literarios. Uno de ellos, que le caracterizó por muchos años como poeta fue la sátira titulada "Breve diseño de las ciudades de Guayaquil y Quito". Ahí compararía a ambas ciudades hablando positivamente de la primera y negativamente de la segunda. Antes del descubrimiento del resto de su obra poética, este escrito era uno de los que más llamaba la atención e hizo que fuera considerado por mucho tiempo como un mero poeta festivo. Esta opinión fue la que prevaleció entre importantes críticos literarios decimonónicos como Juan León Mera y Pablo Herrera González.

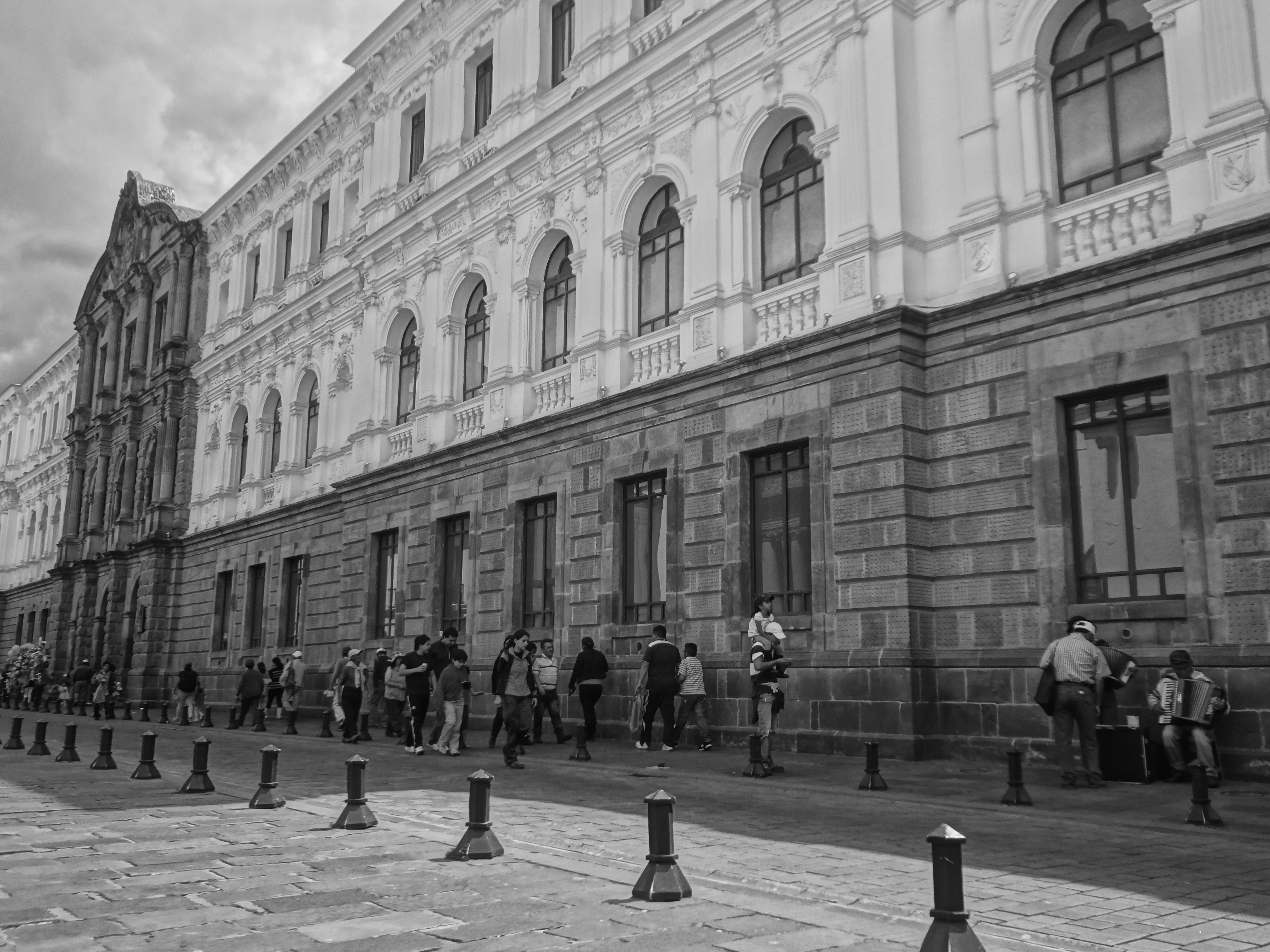
Universidad San Gregorio Magno

Fue profesor de retórica desde 1756. Dos años después ingresaría en la Compañía de Jesús cuando hizo los últimos votos. Fue un escritor prolífico y entre 1757 y 1759 publicó tres tratados de filosofía, y en 1761 uno de Derecho Canónico. Destacó como orador y poeta en la congregación de San Francisco Javier. En esa institución sería además Prefecto de la congregación y secretario consultor del Provincial de Quito a partir del año de 1765. Su prestigio lo ganó tanto en la universidad como catedrático como en el púlpito como predicador. Se caracterizó por su gran memoria y curiosidad que lo guiaba siempre a aprender los últimos descubrimientos científicos. Además de ello, también fue un respetado médico. Se debe recordar que los estudios en esta disciplina estaban reformándose a partir de la apertura de la Facultad de medicina en la Universidad de Santo Tomás, de la orden dominica. Aguirre, jesuita, buscaba dar prestigio a su orden en esta disciplina también.   

### El terremoto de Latacunga de 1759

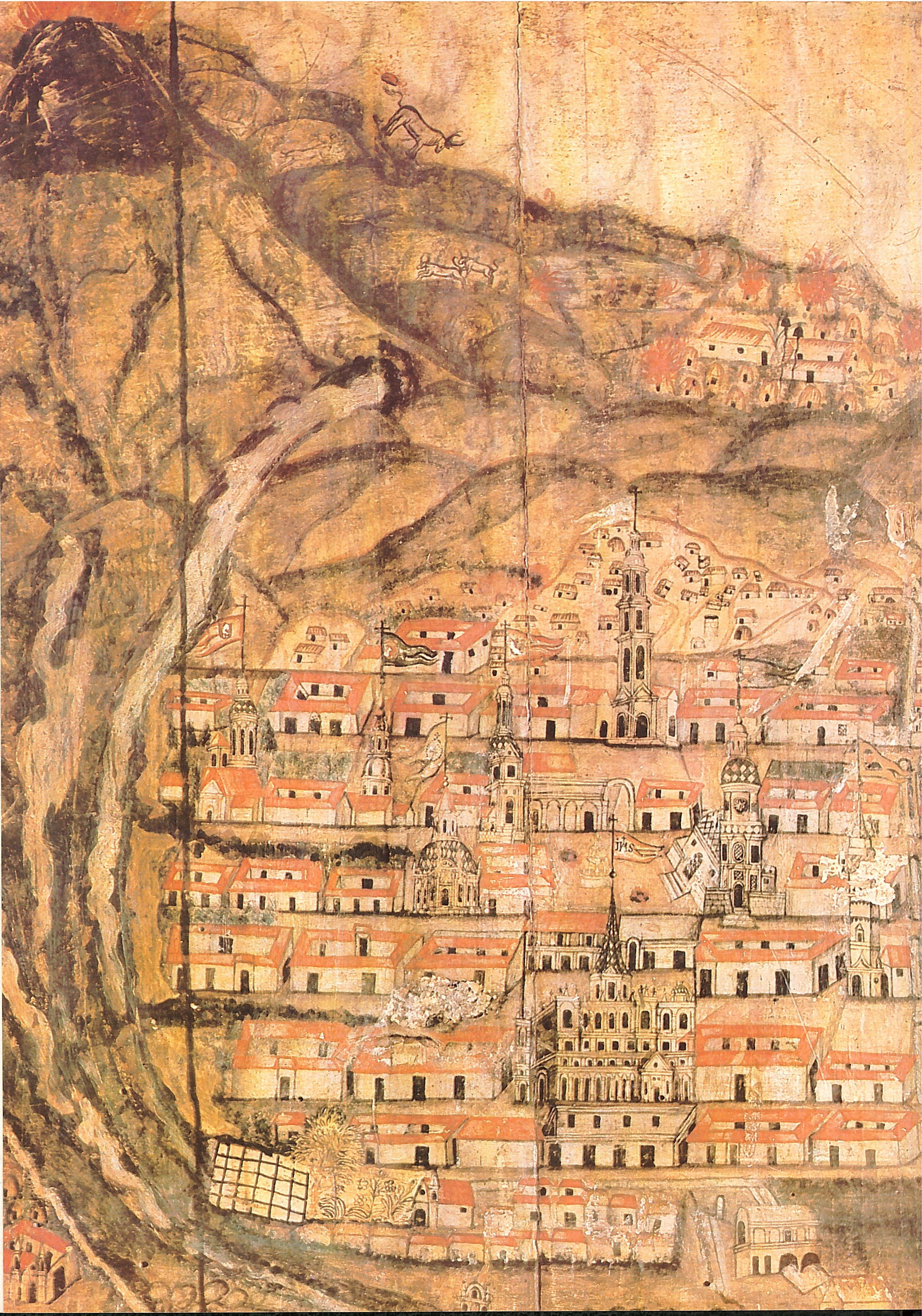
Plano de Latacunga en el.

La segunda mitad del siglo XVIII se caracterizó por dos terremotos importantes que destruirían las poblaciones en los andes de Ecuador, el de Latacunga de 1759 y el de Riobamba de 1797. Aguirre presenciaría el primero de ellos, y como era costumbre, los oradores prestigiosos eran solicitados durante las ceremonias respectivas ante el lamento por esta catástrofe natural que causaría muchos fallecidos. Su fama de orador hizo que le pidan realizar su "Oración fúnebre" que sería predicada ante las exequias del Obispo de Quito, Juan Nieto Polo del Aguila. Su prestigio y habilidad para la retórica quedarían evidenciadas en este hecho, como uno de los pocos documentos historiográficos que evidencian su talento como orador pero sobre todo, su profunda espiritualidad. Se conoce que vivía una vida ascética en su día a día, al punto que se encontraría usando un cilicio en el día de su muerte. Mucho se ha destacado su valor como literato o como científico y renovador de la escolástica quiteña, sin embargo, esto nunca fue un impedimento para que lleve una vida espiritual que le permitía llevar a cabo sus responsabilidades pastorales. Para afrontar la crisis, en la Carta pastoral identifica cuatro desórdenes que se debían remediar. Primero a su parecer se debía hacer un examen reflexivo sobre el comportamiento ya sea por negligencia ante obligaciones o extorsiones e injusticias que puedan haber sucedido entre los vecinos de la ciudad. El segundo desorden era a su parecer la irreverencia de los católicos en los templos, algo que se debía remediar para mostrar la actitud correcta ante los lugares sagrados. El tercero, que usualmente recibía castigo era por común aunque poco perseguido por la justicia terrenal el de los concubinatos e inmoralidad. Por último, también se debía examinar los odios, y las enemistades, principalmente entre personas de distinción.

### La revolución de los estancos
El historiador Isaac J. Barrera destaca el prestigio de Aguirre ante la Revolución de los Estancos cuando varios barrios de Quito se alzaron contra la autoridad real y asaltaron las casas del estanco y aduana. La autoridad que tenían los oidores ante este hecho fue inútil por lo que buscaron la medida acostumbrada de pasear el Santísimo entre el gentío para calmar los ánimos aunque esta vez sin efecto.

Los excesos continuaban y no puede presumir el fin que hubieran tenido sino hubiera sucedido que a ruego de los Oidores salieran cuatro jesuitas de los más respetados por el pueblo: uno de estos fue el P. Aguirre: los jesuitas lograron hacer que se retiraran los amontonados. En ninguna época tuvo mayor fuerza, ni mayor eficacia el prestigio de Aguirre. El y sus compañeros salvaron a la ciudad de atentados que las turbas pudieron cometer, enloquecidos por la cólera y el aguardiente.
Isaac J. Barrera - Quito Colonial

### La expulsión de los jesuitas

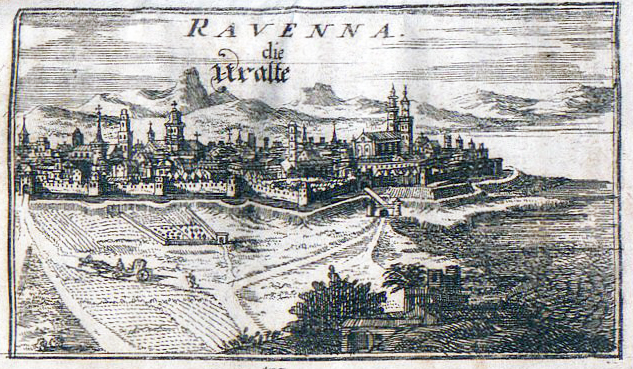
Ravena en 1703

Enseñó en Quito en la Universidad de San Gregorio Magno hasta que los jesuitas fueron expulsados de Hispanoamérica en 1767. El 20 de agosto de ese año partió de Guayaquil con rumbo a Faenza, Italia, lugar de confinamiento para los jesuitas quiteños. En su viaje fue por Panamá, La Habana, Cádiz hasta llegar a Italia. Todo esto a bordo de la fragata Venganza. Fue uno de los pocos americanos que ocuparon cargos de consideración en el exilio. La información que existe de su vida se basa en la "relación" escrita por el Monseñor Pimienta Arcediano de Tivoli. Ya en Italia, fue superior del convento jesuita en Ravena y rector del Colegio en Ferrara hasta la supresión de la Compañía. Luego de extinguida la orden de los jesuitas por el Papa Clemente XIV en 1773, fijó su residencia en Roma bajo el pontificado de Pío VI. Fue amigo del obispo de Tívoli, monseñor Gregorio Bamaba Chiaramonti, futuro Pío VII. Además era tomado en cuenta por sus conocimientos médicos por lo que se le consultaba continuamente para asistir al médico del Papa Clemente XIII, de ahí la famosa frase que da fe de su prestigio: “¿Cuál habría sido la suerte de los mortales si cada médico hubiera sido proveído de la ciencia medicinal como el P. Aguirre?”. Tuvo que mudarse a esa ciudad por razones de salud en 1780. Allí fue respetado como uno de los mejores teólogos de Italia. 
La obra aguirrense se puede adaptar como marco teórico para abarcar el estudio de los poetas extrañados, cuya obra de ninguna manera antagoniza con la de Aguirre, sino que realza y amplifica el valor de una poesía que también había quedado relegada al ámbito de lo epígono y lo anacrónico. 

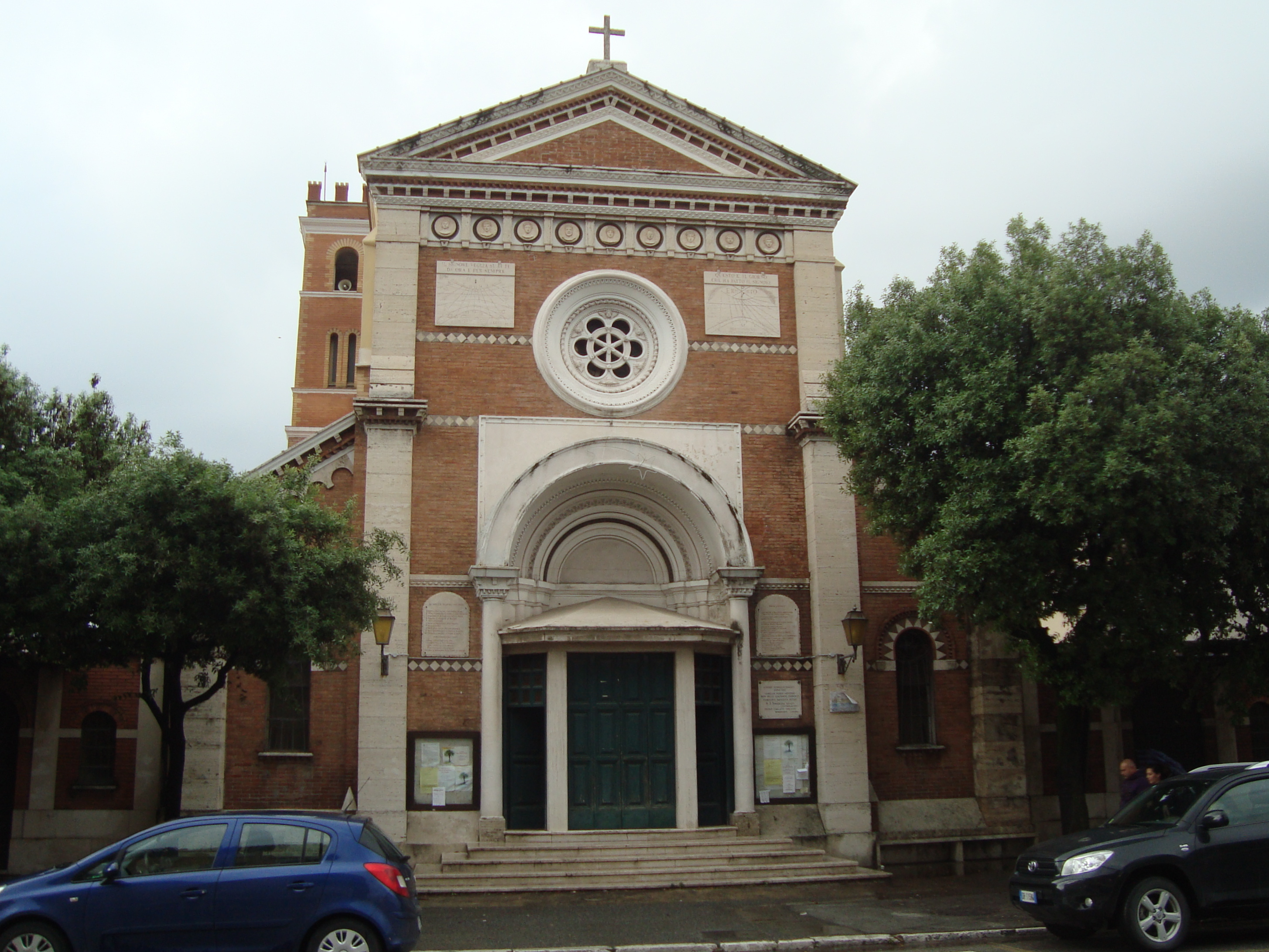
Iglesia de la Santa Sinforosa, de los jesuitas en Tivoli. Sería destruida durante la Segunda Guerra Mundial y sus restos serían demolidos para construir una nueva.

Murió en Tívoli el día 15 de junio de 1786 a los 61 años de edad tras una grave enfermedad que duró seis meses y fue enterrado en la iglesia de los jesuitas. Durante sus últimos años vivió una vida espiritual muy intensa y se mortificaba, por lo que al final se encontró en su pierna, clavada en su carne un cilicio.

## Poesía
Como escritor Juan Bautista Aguirre cultivó la oratoria religiosa, y como filósofo redactó gran número de versos que responden a una amplia temática que va desde los poemas religiosos y morales a los de tipo amoroso, hasta temáticas mitológicas. Su poesía se encuentra muy anclada en la corriente gongorina.

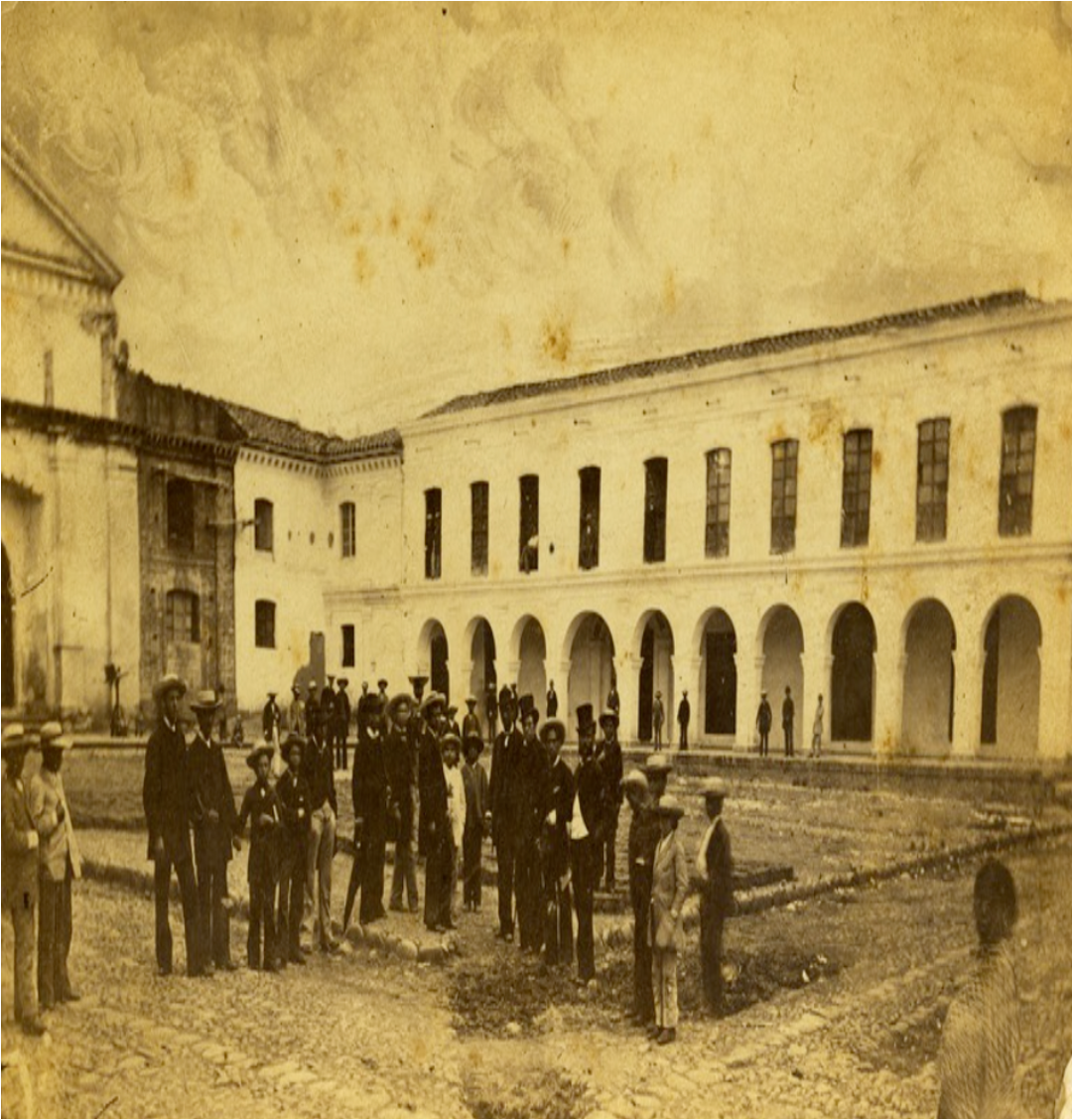
Plaza Juan Bautista Aguirre en Cuenca, circa 1878

De las primeras referencias que se tiene de crítica literaria sobre la obra de Aguirre está la publicación de Pedro Fermín Cevallos en 1981 cuando publicó en el periódico literario de Quito llamado El Iris un boceto biográfico del poeta buscando que se conozca su figura como filósofo destacado y científico. Además también publicó sus décimas, donde se burla de Quito por ser oriundo de Daule. Juan León Mera tomó en cuenta la obra de Aguirre en su libro Ojeada histórico crítica, pero al no contar con todos los poemas publicados su juicio más bien fue negativo. Por esta razón, pese a ser el ahora el mayor poeta de la Real Audiencia, lo que luego sería el Ecuador, permaneció desconocido y subestimado por mucho tiempo. No fue hasta 1918 cuando el crítico literario Gonzalo Zaldumbide le devolvió su merecido sitial por medio de un artículo titulado "Un Gran poeta guayaquileño del S.XVIII, el Padre Juan Bautista Aguirre". Sin embargo, el resto de sus manuscritos no fueron descubiertos hasta 1937, cuando se encontraron sus "Versos castellanos, obras juveniles, misceláneas", entre los cuales destaca la epístola en décimas "Breve diseño de las ciudades de Guayaquil y Quito". Sus estudios sobre el poeta continuaron y a pesar de que Aguirre formó parte del grupo de jesuitas expulsados, junto con Espinosa Pólit decidieron dedicarle un libro aparte dentro de su publicación llamada "Biblioteca Ecuatoriana Mínima". Es por esta razón que tanto Antonio de Bastidas, Jacinto de Evia, como Juan Bautista Aguirre forman parte de un grupo distinto de poetas en un libro propio, a diferencia del grupo llamado "Los Jesuitas Quiteños del Extrañamiento".
 

Aguirre también fue criticado por escritores españoles. A juicio de Miquel Batllori, fue “buen poeta, aunque retrasado gongorino”. Por otro lado, Menéndez y Pelayo destacó sobre el autor sus “resabios conceptistas”. Su obra sigue siendo importante en la actualidad y el escritor Miguel Donoso Pareja decidió empezar su libro Ecuador: Identidad o Esquizofrenia refiriéndose al poema "Breve Diseño de las Ciudades de Guayaquil y Quito" para realizar su respuesta a "Ecuador Señas Particulares", escrito por Jorge Enrique Adoum, donde critica el regionalismo implícito en su obra. Carta a Lizardo es uno de sus poemas más aclamados y también uno que no conoció Juan León Mera por lo que su crítica a juicio Zaldumbide tenía este grave error de omisión. Aquí se destaca la temática existencialista del que considera una de sus principales obras "En la poesía de Aguirre, por encima de estas tristezas sobreañadidas, está la esencial tristeza de tener que vivir muriendo. Y la conciencia que el hombre tiene del fugaz destino, el poeta la comunica a todo lo que pasa y muda sobre la haz de la tierra." La primera estrofa empieza:
¡Ay, Lizardo querido!
si feliz muerte conseguir esperas,
es justo que advertido,
pues naciste una vez, dos veces mueras;
así las plantas, brutos y aves lo hacen:

dos veces mueren y una sola nacen.

## Escolástica
Antes que como poeta, Aguirre fue conocido por sus trabajos filosóficos y teológicos, puesto que por eso destacó durante su vida, tanto en su estancia en Ecuador, donde fue profesor de Eugenio Espejo, como en Italia donde era constantemente consultado por su autoridad en la física y metafísica. La recepción inicial a su tratado de metafísica fue criticada por Eugenio Espejo quien mostraba una relación ambivalente con Aguirre en sus libros El Nuevo Luciano de Quito y La Ciencia Blancardina. En ellos Espejo se refería a Aguirre como su maestro, sin embargo no se encontraba conforme con su tratado de metafísica, llegando a preferir lo desarrollado por el padre Juan de Hospital. Además, según testimonio de Zaldumbide, su obra filosófica al igual que literaria corrieron el riesgo de perderse debido a que su exilio en Italia dificultaba la identificación de sus manuscritos, especialmente el Cursus Philosophicus que incluía un tomo sobre la lógica, otro sobre la física y un último sobre la metafísica. Sobre esto hacía referencia Espejo, pero su conocimiento probablemente fue oral dentro de las cátedras universitarias. En la actualidad se reeditó el tomo sobre la física de su tratado filosófico, donde se encuentra traducido del latín y comentado a través de una introducción. No existe aún una publicación sobre la lógica y la metafísica, sin embargo esta carencia puede ser suplida con las "Theses Universae Philosophiae" que fueron escritas en 1759 por su discípulo José María Linati y que posteriormente fueron publicadas por la imprenta de los jesuitas.  

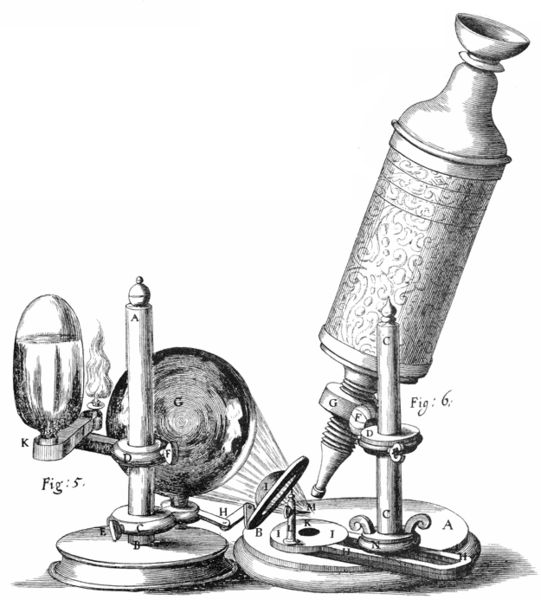
Microscopio de Robert Hooke que utilizó Aguirre para su Tratado de Física

Su Tratado está formado por cuatro libros, en los que, siguiendo la tradición escolástica se estructura, a partir de siete disputatio con las que se establecen cuarenta y tres cuestionamientos y para los que, a través de artículos, se dan múltiples respuestas a los mismos en forma de aserciones y objeciones. En el libro primero trata cuatro disputaciones sobre los principios, la materia, esencia propiedades; la forma sustancial; y la unión y compuesto sustancial. Estos conceptos aristotélicos serían la base del resto de la obra. En el segundo libro en cambio se dedica a sutilizar sobre las causas extrínsecas que afectan la materia y la sustancia. Es decir los accidentes en su sistema filosófico. Como parte del tercer libro desarrolla ahora el mundo, el cielo y los elementos que lo compone. Es aquí cuando trata acerca de los descubrimientos científicos que se habían desarrollado desde el siglo XVI en adelante, comparando las distintas cosmologías y tomando partido por la de Tycho Brahe. Por último en el cuarto libro desarrolla el concepto del lugar, el vacío y el tiempo, lo que le permite discutir sobre la naturaleza del continuo en la geometría y su importancia para el concepto del vacío. Es importante notar que el aspecto científico de su obra no mermaba su estilo literario por lo que podemos ver desde el inicio de su libro, en el Proemio, Aguirre nos comparte su conocimiento con buen gusto, invitándonos a apreciar las maravillas de las investigaciones biológicas a venir:

Vencidas las asperezas de la Lógica… hemos llegado por fin, con la ayuda de Dios a los amenísimos campos de la Física y Ciencias Naturales: aquí no brotan cardos, no amagan espinas, no nacen abrojos, antes una lúcida mies, engalanada de flores, abundante en frutos y llena de innumerables maravillas, se ofrece ahora a nuestras miradas y se abre a nuestras investigaciones”
Juan Bautista Aguirre - Introducción al Tratado de física

Por otro lado, debido a sus estudios médicos, pudo desarrollar disputaciones sobre microbiología en donde la filosofía aristotélica y las observaciones empíricas encuentran armonía mientras Aguirre describe con mucho estilo: la naturaleza y sus principios, la materia, su esencia, propiedades, de la forma, la unión y del compuesto sustancial. Aguirre estudiaba la vida microbiana con la ayuda de microscopios traídos de Europa por el padre Juan de Hospital, deleitándose en enseñar las formas y movimientos de esas criaturas, llamadas en el siglo XVIII “corpúsculos”.

## Listado de obras
No toda su obra está reeditada. Una de las citas más antiguas que hace referencia a sus escritos es de L. Hervás, persona que conoció en Italia, donde resalta la amplitud de los tópicos que abordó Aguirre: un curso filosófico en tres volúmenes titulado "Tratado polémico dogmático" (uno de ellos trata sobre elementos físico-matemáticos), una obra latina sobre el culto al Sagrado Corazón de Jesús; varios libros con tratados de teología dogmática; otros sobre resoluciones públicas de casos morales; un tomo latino contra los puros deístas; y otro de poesías latinas y españolas.

### Filosofía

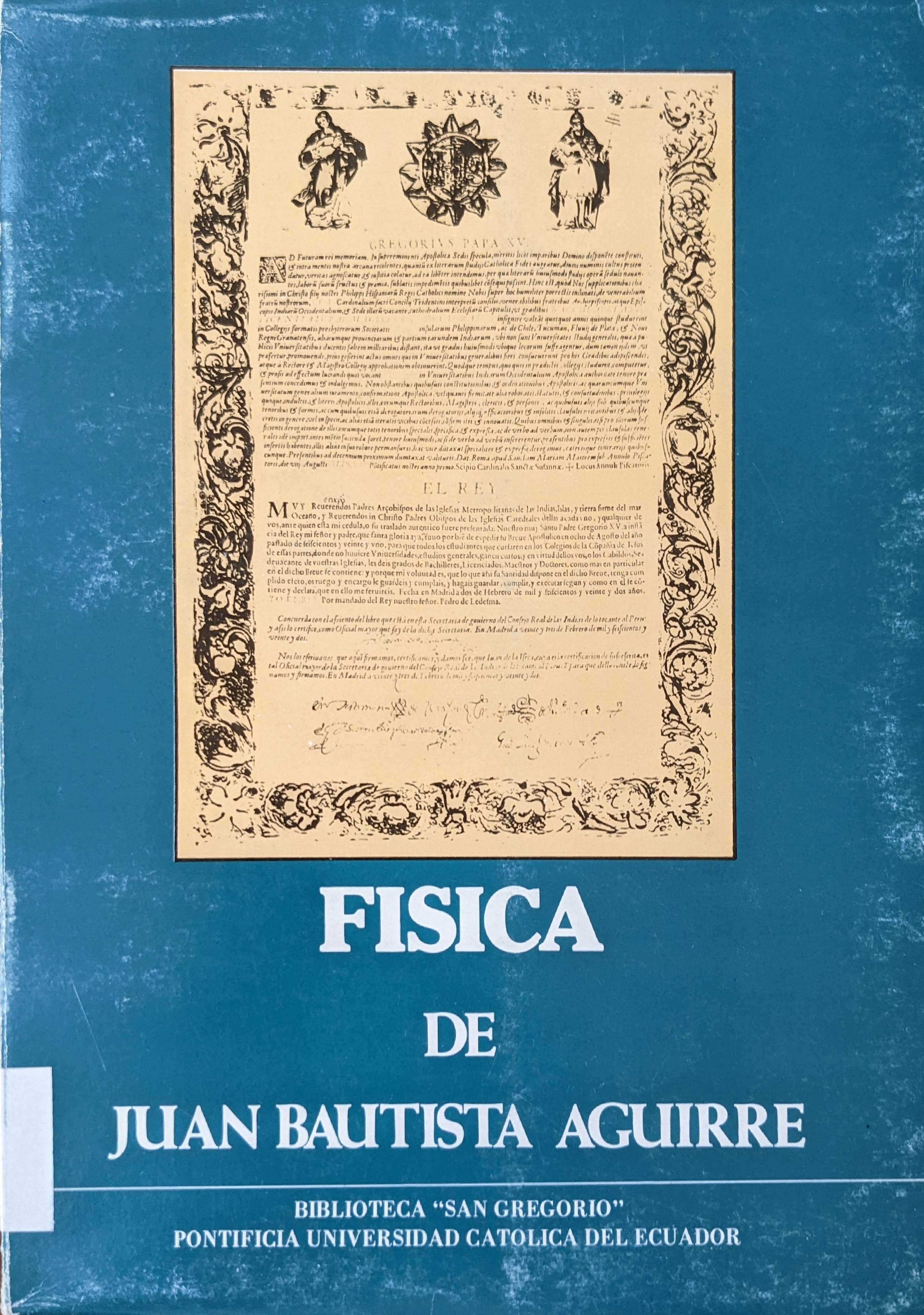
Física, ad aristotelis mentem

Bautista Aguirre en sus escritos logró destacar en la filosofía, ya que según Samuel Guerra, renovó la escolástica que estaba entrando en decadencia durante el siglo XVIII al hacer uso de evidencia empírica y darle un carácter más científico a la física aristotélica que seguía los escritos de Francisco Suárez, en las enseñanzas de la compañía de Jesús.
- Física ad Aristotelis mentem (Física según la mente de Aristóteles), 1773, 337 p.
- Cursus Philosophicus (Curso de filosofía enseñado en la Universidad San Gregorio Magno)
  - Tratado de Física, 1756, 150 p.
  - Tratado de Metafísica, 1757, 175 p.
  - Tratado de Lógica, 1758, 109 p.
- Logica minor, sive Summulae (La lógica menor, o la Suprema) 225 p.

### Teología
Sus obras teológicas se concentran en dos temas, el culto al Sagrado Corazón de Jesús y el Deismo. En el primer caso escribió tres diatribas que se enfocaron en la refutación a los escritos de Camillus Blasius sobre el Culto al Sagrado Corazón. La polémica se resume en el hecho de que la enseñanza de la iglesia fue malinterpretada por Blasius, un auditor del Tribunal de la Rota Romana, quien publicó una disertación superficial en Roma en 1771 bajo el título Dissertatio de Festo Cordis Iesu (Disertación sobre la fiesta del Corazón de Jesús). Aquí, afirmó que el rito al corazón era meramente simbólico y no material. Esto a juicio de Aguirre equivale a decir que la Iglesia propone al culto de los fieles una metáfora sin sustancia, un símbolo abstracto.
- Tres Diatribas sobre el Culto al Sagrado Corazón de Jesús: 
  - Diatriba crítica, en la que se presenta una breve muestra del Culto al Sagrado Corazón y Disertación del Plebeyo de Camilo Blasio
  - Diatriba teológica, sobre la adoración debida al Sagrado Corazón y la fiesta del mismo Corazón concedida por la Iglesia Católica
  - Diatriba apologética en la que se explican y derriban por completo todos los sofismas y maquinaciones que Blasio había acumulado contra el culto al Sagrado Corazón y su antigüedad y origen.

A esto se suma el Tratado teológico filosófico contra los puros deístas. En este libro, Aguirre desarrolla el rol de la providencia y la relación de Dios con el mundo una vez la creación del Génesis fue terminada. Es importante recordar que el deismo fue popular en el siglo XVIII, especialmente entre los autores ilustrados. Por su parte, la ilustración en Ecuador, se caracterizó por ser católica e importantes autores ilustrados, como Eugenio Espejo, eran también teólogos. Es más, Espejo habría sido alumno de Aguirre en la Universidad y en sus escritos lo destacaría como un teólogo escolástico de gran nivel.
- Contra puros Deistas Tractatus Theologicus-Philosophicus

### Derecho
De los escritos sobre el derecho que se conservan, según los estudios del padre Aurelio Espinosa Pólit, se conocen tres principalmente, un Tratado de Justicia y Derecho, que forma parte de la serie de tratados sobre cuestiones teológicas, un Tratado teológico canónico sobre los contratos, cuyo tema era tratado con frecuencia en la Escolástica en la Real Audiencia de Quito. Por último existen publicaciones sobre las resoluciones públicas de casos morales.
- Tractatus De Iustitia et Iure (Tratado de Justicia y Derecho)
- Tractatus Theologicus-Canonicus de Contractibus (Tratado Teológico canónico sobre los contratos) publicado en 1761, 168 pp.
- Resolutionum publicarum casuum moralium (Resoluciones públicas de casos morales)

### Poesía
Su poesía fue descubierta paulatinamente, por lo que la crítica literaria cambió su ponderación de manera correspondiente. Sobre los poemas que sobrevivieron y fueron tomados en cuenta durante el siglo XIX, se añadirían nuevas publicaciones de su obra literaria en 1943 bajo el título de "Un olvidado poeta colonial Juan Bautista Aguirre" por Emilio Carilla en la Universidad de Buenos Aires. A esto se sumaría el estudio por Gonzalo Zaldumbide que sería publicado en 1960 bajo el título de "Literatura patria, hitos". Esto sería reunido para publicarse en el volumen más conocido que es el de "Obra lírica Versos Castellanos, Obras Juveniles, Misceláneas" del año de 1982. Por último la Casa de la Cultura Ecuatoriana haría una edición de sus poesías completas en 322 páginas el año de 1987 como motivo del segundo centenario. Dentro de sus principales poemas encontramos:
Poemas seculares:
- A una rosa
- A una tórtola
- Sonetos morales I y II
- Carta a Lizardo
- Descripción del mar de Venus
- Breve diseño de las ciudades de Guayaquil y Quito
- A una dama imaginaria, romance
- A unos ojos hermosos
- Afectos de un amante perseguido
- A la inconstancia del mar
- Canción heroica, en que con algunas semejanzas expresa el autor sus infortunios
- Varios Epigramas

Poemas religiosos:
- Llanto de la Naturaleza humana después de la caída por Adán
- Monserrate, poema heroico sobre las acciones y vida de San Ignacio
- A la rebelión y la caída de Luzbel y sus secuaces
- Rango épico a la Concepción de Nuestra Señora

### Oratoria
- Carta pastoral con ocasión del terremoto de Latacunga, que hizo leer el Ilmo. Sr. Dr. D. Juan Nieto Polo del Águila
- Oración fúnebre del Obispo de Quito, el Ilmo. Sr. Dr. D. Juan Nielo Polo del Águila 1759

### Ediciones de sus obras
- Un olvidado poeta colonial Juan Bautista Aguirre, Emilio Carilla, Universidad de Buenos Aires, 1943
- Literatura patria hitos: Juan Bautista de Aguirre, siglo XVIII, Gonzalo Zaldumbide, 1960
- Poesía y obras oratorias, Publicaciones Educativas Ariel, 1971
- Obra lírica: "versos castellanos, obras juveniles, miscelánea", Casa de la Cultura, 1976
- Física de Juan Bautista Aguirre S.J. Banco Central del Ecuador, 1982
- Las poesías completas de Don Juan Bautista de Aguirre II centenario de D. Juan Bautista de Aguirre. Casa de la Cultura, 1987

## Homenajes y distinciones
Aguirre es uno de los poetas más destacados del siglo XVII junto a José de Orozco y Pedro Berroeta. Su descubrimiento en pleno siglo XX fue un hecho aclamado que junto al estudio de los jesuitas quiteños del extrañamiento que hizo Aurelio Espinosa Pólit sirvió para construir el canon de escritores de esta época y conectar la literatura decimonónica con las primeras publicaciones de Bastidas en el siglo XVI. Sobre su estilo literario, Zaldumbide lo describe así:

Hemos visto que hay en ellas algo más que un rezagado gongorismo. Aguirre tuvo las finas y fuertes cualidades que había menester un prolongador de Góngora para sentirse superior e inmune al demasiado razonable y vulgar ataque que bastaba para desbaratar a secuaces menos bien dotados. La percepción inmediata y lúcida del símil lejano o recóndito; la mano segura y pronta, para asirlo sin vacilación; el sentido agudo de la multiplicidad de aspectos que una misma cosa ofrece al espejo móvil y reverberante de la fantasía; aquella especie de vértigo lírico sobre el incesante transformismo de las apariencias, al cual corresponde el juego que entrevera imágenes con una celeridad a la cual no alcanza la trabada lógica; y esa libertad de vuelo, ese como júbilo de libertad sobre las formas cambiantes al infinito: todo aquello, en fin, que dio en Góngora irresistibles destellos, hubo también -si se quiere, sólo hasta cierto punto- en este americano poco o nada bárbaro. Además, «excelsa música tiene Góngora», como dice Ventura García Calderón, Aguirre tuvo también la suya, si bien no ha de entenderse este arte, probablemente inconsciente en él, en el sentido moderno del ritmo interior del verso y la polifonía de la estrofa.
Gonzalo Zaldumbide - El mejor poeta de nuestro siglo XVIII

Además, fue una persona destacada en general, como religioso, como catedrático, como jesuita, tuvo siempre prestigio tanto en la Audiencia de Quito como en el exilio en Italia. En el recuento sobre la cultura del siglo XVIII que hace el historiador Barrera, dedica a Aguirre un capítulo al que considera junto a Eugenio Espejo y Juan de Velasco como una de las tres personas más importantes de la época:

Causa admiración que un hijo de la oscura América del siglo XVIII, haya ocupado puesto tan prominente en un pueblo de civilización tan vieja como Italia y entre hombres de espíritu tan cultivado. Causa admiración; pero el hecho es una prueba evidente de cuanto valía el hombre. Aguirre es una de las glorias más puras y más evidentes del Ecuador colonial.
Isaac J. Barrera - Quito Colonial

Por otro lado, además de la poesía también destacó en la filosofía. El primero en notarlo abiertamente sería Eugenio Espejo quien en sus escritos diría que Aguirre trató la "Lógica", es decir esta rama de la filosofía en específico, con solidez y "sutilizó más que ninguno había sutilizado hasta entonces". Sus escritos a juicio de Espejo se caracterizan por una "imaginación fogosa", complementado con un "ingenio pronto y sutil". Su tratado sería reeditado en 1982, y sus escritos en latín traducidos por el latinista Federico Yépez. Ahí se puede ver como sigue a Aristóteles y Suárez, defiende la cosmología de Tycho Brahe y dedica una disputación al continuo en las matemáticas. Si hay algo patente en sus escritos es que logró unir el rigor científico, el estilo literario y la esperanza religiosa. Termina su tratado de física diciendo a sus alumnos:

Una cosa me queda por pediros, jóvenes distinguidísimos, que cuando hayáis abarcado con vuestro espíritu y recorrido con vuestra mente el cielo, la tierra, los mares y la máquina del mundo, tan hermosa a la vista, tan grande en su mole, tan admirable en su artificio, formada de tantos orbes luminosos, agitada con tan misteriosos movimientos, ceñida de lazos tan estrechos, sujeta a leyes eternas e inmutables, améis de todo corazón al Hacedor sapientísimo al par que poderoso, le honréis y le rindáis gracias continuas

"por haber dado a toda inteligencia
tan lúcida noticia de su nombre,
con la visión del orden armonioso
de tan maravillosas creaciones"

Pues por su mandato se mueven los orbes celestes en su perenne rotación, recorren su órbita los astros, extiéndese el aire, agítanse los vientos, mantiénese equilibrada la tierra y con deleznable valla enfrénanse los entumecidos oleajes del océano.
Juan Bautista Aguirre - Tratado de física